# Croton holguinensis
Espèce
Croton holguinensis est une espèce de plantes à fleurs du genre Croton et de la famille des Euphorbiaceae présente à Cuba (Holguín) .